# Radio Distel
Radio Distel war ein nicht-kommerzieller Hörfunksender in Eupen/Belgien, der sein Programm von 1981 bis 1986 in deutscher Sprache ausstrahlte.

## Geschichte
Der Sendebetrieb war in den ersten Jahren nicht legalisiert, wurde jedoch in Erwartung einer entsprechenden Gesetzgebung von den Behörden toleriert. 1985 erhielt der Sender die offizielle Anerkennung seitens der Deutschsprachigen Gemeinschaft. Als Betreiber firmierte die Volkshochschule Eupen, deren damaliges Büro in der Eupener Bergstraße auch als Postanschrift des Senders diente. Das Projekt wurde weitgehend basisdemokratisch verwaltet, einmal in der Woche fand eine öffentliche Redaktionssitzung in einem Eupener Gewerkschaftsgebäude statt.
Radio Distel bezeichnete sich selbst on-air und off-air als freies Radio und verstand sich als eher links orientierter Alternativsender. Das Programm umfasste viele Beiträge von Friedens- und Umweltgruppen, regionale Berichterstattung, eine Sendung für spanische Gastarbeiter sowie eine Vielzahl von Jugendsendungen, die größtenteils von Schülern selbst gestaltet wurden. Mitunter umstritten war die Sendung Theos Kultshow von Stationskomiker Theo Rick, laut eigenem Bekunden mit dem härtesten Humor zwischen Urin und Ural. Gesendet wurde in der Anfangszeit jeweils mittwochs, samstags und sonntags, später wurde der Sendebetrieb auf 24 Stunden ausgeweitet, wobei jedoch Livesendungen an Werktagen vorwiegend nur nachmittags und abends liefen und die übrige Zeit mit Nonstop-Musik gefüllt wurde. An Donnerstagen verzichtete Radio Distel freiwillig auf moderierte Live-Sendungen, um nicht in Konkurrenz zu „Contra-Re“, einer Jugendsendung des Belgischen Rundfunks, zu treten. Zu Beginn und am Ende der Livesendungen wurde eine Version des deutschen Volksliedes Trotz alledem gespielt.
Finanziert wurde der Sendebetrieb aus Mitgliedsbeiträgen und Zuschüssen der Volkshochschule sowie aus Privatmitteln einzelner Mitarbeiter. Werbung wurde nicht ausgestrahlt und wurde auch grundsätzlich abgelehnt.
Gemeinsam mit anderen Freien Radios war Radio Distel Mitglied des belgischen Verbandes „Association pour la Libération des Ondes – Belgique“ (ALO-B). 1982 beteiligte sich Radio Distel unter dem Namen „Libérez Babar“ an der Solidaritätsaktion für den ALO-B-Aktivisten Roger Noël („Babar“), der zu dieser Zeit in der damaligen Volksrepublik Polen inhaftiert war, weil er für Radio Solidarność (die Stimme der nach dem Kriegsrecht für illegal erklärten polnischen Opposition) einen Sender ins Land geschmuggelt hatte.
1982 wurde versucht, in Sankt Vith einen Sender mit gleichartigem Konzept aufzubauen, der für die südlichen Ostkantone senden sollte. „Radio Kaktus“ war jedoch nur ein kurzlebiges Projekt.
Der Sendebetrieb wurde Ende 1986 aus Geldmangel eingestellt, nachdem der Sender kurz zuvor noch einen Großteil der Vorträge vom „Katholikentag von unten“ am Rande des Katholikentages 1986 in Aachen zeitversetzt ausgestrahlt hatte.

## Empfang
Sender- und Studiostandort war der Speicher eines Privathauses am südlichen Stadtrand von Eupen, Sendefrequenz war 103,8 MHz (angesagt als 104 MHz), später 105,6 MHz. Die Sendeleistung betrug offiziell 100 Watt, wurde jedoch teilweise unter- bzw. in den letzten Jahren des Sendebetriebes auch überschritten. Zum Einsatz kam ein Röhrensender der Firma Rohde & Schwarz. Das Sendegebiet umfasste die nördlichen Ostkantone der Deutschsprachigen Gemeinschaft Belgiens sowie angrenzende Gemeinden in der Wallonie. Auch in Teilen von Aachen und Umgebung war mit einem gewissen Antennenaufwand ein Empfang möglich. Mit Ortssenderqualität wurde allerdings nur die Stadt Eupen versorgt.